# Дело «пёстрых» (фильм)
«Дело „пёстрых“» — советский детективный художественный фильм, снятый в 1958 году режиссёром Николаем Досталем на киностудии «Мосфильм» по мотивам одноимённой повести Аркадия Адамова. Является последней завершённой работой режиссёра.

## Сюжет
Конец 1950-х годов. После войны и службы в послевоенной Германии в Москву возвращается лейтенант советской разведки Сергей Коршунов. По рекомендации райкома партии бывший разведчик, вопреки желанию любимой девушки Лены, становится работником МУРа. Они ссорятся и расстаются. Служба Сергея начинается не слишком удачно. Первое дело связано с расследованием ограбления квартиры и убийства гражданки Амосовой. Из-за неопытности Коршунов увлекается версией, связанной с двоюродной сестрой убитой Валентиной. Уверенный в её виновности Коршунов превышает должностные полномочия во время допроса, повышает голос на подозреваемую и получает взыскание от комиссара милиции. Тем не менее ему дают второй шанс. Коллега Сергея следователь Лобанов помогает молодому сотруднику освоить тонкости сыскной работы.
Группа полковника Зотова постепенно выходит на шайку, которой руководит опытный рецидивист по кличке «Папаша». Преступники оказываются связаны с группой молодёжи без определённых занятий, развлекающейся в ресторанах и на танцплощадках. Для лёгкой жизни им приходится заниматься сбытом краденых вещей. На одну из их встреч попадает Лена, но сразу решает порвать с сомнительными знакомыми. Сотрудникам правопорядка удаётся склонить к сотрудничеству нескольких членов группы. Следствие узнаёт адрес Купцевича, скупщика краденого. Сергей получает опасное задание организовать засаду на Папашу на квартире Купцевича. С первого раза его не удаётся взять. Во время задержания Сергея едва не убивают, но со второй попытки Папашу задерживают. Скромный продавец с птичьего рынка не только организовал несколько ограблений, но и помогал иностранному шпиону легализоваться в СССР.
В финале Сергей и Лена снова вместе.

## В ролях
- Всеволод Сафонов — Сергей Коршунов, лейтенант милиции, сыщик МУРа
- Наталья Фатеева — Лена, подруга Коршунова
- Андрей Абрикосов — Силантьев, комиссар милиции (прототип начальник МУРа комиссар милиции III ранга Иван Парфентьев)
- Владимир Кенигсон — Иван Васильевич Зотов, полковник милиции (прототип Григорий Тыльнер)
- Алексей Грибов — Волохов, сотрудник райкома партии
- Евгений Матвеев — Александр Лобанов, сотрудник МУРа
- Анатолий Мягких — Гаранин
- Тамара Логинова — Валя Амосова, невеста Мити
- Майя Казакова — Катя Светлова, соседка Купцевича
- Эдуард Бредун — Митя Неверов
- Олег Табаков — Игорь Пересветов, староста драмкружка
- Юрий Прокопович — Чуркин, таксист[1]
- Владимир Емельянов — Иннокентий Кузьмич Григорьев, «Папаша»
- Иван Переверзев — «Незнакомец», шпион
- Михаил Пуговкин — Сафрон Ложкин, вор
- Александр Гумбург — Яков Купцевич, скупщик краденого имущества
- Валентин Кулик — Арнольд
- Лев Поляков — Растягаев
- Анатолий Иванов — Камов, приятель Растягаева и Арнольда
- Наталья Панова — Зоя Ложкина, сестра Сафрона, официантка в кафе «Ласточка»

Остальные актёры указаны как исполнители эпизодических ролей
- Сергей Блинников — профессор Шубинский, хозяин обворованной квартиры
- Зоя Фёдорова — мадам Пересветова, мать Игоря
- Анна Заржицкая — Софья Петровна, хозяйка дачи
- Инна Фёдорова — Голикова, соседка потерпевшей
- Нина Яковлева — Варвара Ильинична, соседка Шубинского
- Леонид Кадров — сотрудник МУРа
- Александр Миронов — Амосов
- Георгий Гумилевский — Агафон Трофимович, уличный точильщик
- Лев Дуров — комсорг на заводе
- Юрий Рябков — Горелов, таксист
- Даниил Нетребин — эпизод (в титрах — Н. Нетребин)
- А. Николаев — сотрудник уголовного розыска

отсутствуют в титрах:
- Валентина Ананьина — рабочая
- Александра Денисова — Полина Григорьевна, соседка Купцевича
- Алевтина Румянцева
- Евгений Зосимов — конвоируемый в МУРе
- Эдуард Изотов — парень из компании Растягаева
- Виктор Беляев — Индустрий Метёлкин, староста драмкружка одной из школ Москвы
- Елена Санько — диспетчер таксопарка
- Герман Качин — стиляга, танцующий на вечеринке

## Съёмочная группа
- Автор сценария: Аркадий Адамов и Анатолий Гранберг
- Режиссёр-постановщик: Николай Досталь
- Оператор: Игорь Слабневич
- Художники: Леван Шенгелия, Василий Щербак
- Режиссёр: Александр Левшин
- Композитор: Михаил Чулаки
- Звукооператор: Валентина Ладыгина
- Художник по костюму: Валентин Перелётов
- Грим: М. Ермакова, Всеволод Желманов
- Монтаж: М. Димитрато
- Редактор: А. Степанов
- Комбинированные съёмки: оператор Борис Хренников, художник А. Клименко
- Художественный руководитель: Михаил Калатозов
- Консультанты: комиссар милиции II ранга Георгий Соколовский; комиссар милиции III ранга Иван Парфентьев
- Директор: Дмитрий Залбштейн
- Дирижёр: Арон Ройтман

## Критика
Кинокритик Всеволод Ревич считал, что авторам не удалось реализовать возможности, заложенные в повести Адамова, несмотря на ряд удачных сцен. «Особенно обидно, — писал он, — что поблёк образ главного героя».